# Acrocephalus sechellensis
Acrocephalus sechellensis е вид птица от семейство Acrocephalidae. Видът е световно застрашен, със статут Уязвим.

## Разпространение
Разпространен е в Сейшелски острови.